# 잔루카 프레스티아니
잔루카 프레스티아니 그로스 (Gianluca Prestianni Gross, 2006년 1월 31일 ~ )는 아르헨티나의 축구 선수이며, 벤피카에서 윙어로 뛰고 있다.